# 그레이브디거즈
그레이브디거즈(Gravediggaz)는 미국의 힙합 밴드이다.